# اکس۵
اکس۵ (انگلیسی: X5 Retail Group) شرکت خرده‌فروشی روسی است، که در سال ۲۰۰۶ تأسیس شد.